# Joffrey Lauvergne
Pour les articles homonymes, voir Lauvergne.
Joffrey Lauvergne, né le 30 septembre 1991 à Mulhouse en France, est un joueur international français de basket-ball. Il mesure 2,11 m et évolue au poste de pivot voire d'ailier fort.
Avec l'équipe de France, il remporte le Championnat d'Europe 2013.

## Biographie
Joffrey Lauvergne est le fils de Stéphane Lauvergne, lui aussi joueur international de basket-ball.

### Carrière européenne
Passé par le Centre fédéral (2007-2009), Joffrey Lauvergne arrive à Chalon-sur-Saône en 2009. Il gagne avec le club chalonnais un titre de Champion de France en 2012, deux Coupe de France (en 2011 et 2012) et une Semaine des As 2012.
Fin novembre 2012, après l'élimination de l'Élan Chalon de l'Euroligue, Lauvergne quitte le club,. Il rejoint la première division espagnole où il signe un contrat d'un mois avec Valencia BC. Pour sa première rencontre, en EuroCoupe contre Azovmach Marioupol, Lauvergne réussit un bon match avec 18 points et 3 rebonds. Il joue 5 rencontres en Liga ACB et, en moyenne, marque 5,8 points et prend 3,8 rebonds.
En décembre 2012, il signe un contrat jusqu'en juin 2015 avec le KK Partizan Belgrade qui évolue en première division serbe et en Ligue adriatique. En avril 2013, dans le derby belgradois entre le Partizan et l'Étoile rouge, remporté par le premier, il marque 18 points à 7 sur 7 au tir et prend 3 rebonds,,. Il remporte un premier trophée avec sa nouvelle équipe en s'imposant en Ligue adriatique lors d'une finale face à l'Étoile rouge, victoire 71 à 63 où il réalise 6 points, 6 rebonds, 1 passe et 2 interceptions. Ses statistiques sur l'ensemble de la compétition sont de 5,2 points, 2,4 rebonds défensifs et 1 offensif et 0,6 passe. Il remporte également le championnat serbe, s'avérant décisif lors de la quatrième rencontre de la série de la finale opposant le Partizan à l'Étoile rouge avec 15 points, à 2 sur 4 aux tirs et 11 sur 15 aux lancers, 11 rebonds, 4 balles perdues et 9 fautes provoquées pour 24 d’évaluation en 34 minutes.
Automatiquement éligible pour la draft 2013 de la NBA, il est choisi lors du deuxième tour en cinquante-cinquième position par les Grizzlies de Memphis puis aussitôt transféré chez les Nuggets de Denver. Toutefois, ce choix au deuxième tour n'est pas synonyme de contrat garanti pour la saison suivante.
Ainsi, il reste en Serbie, au Partizan Belgrade pour la saison 2013-2014. Toutefois, le général manager des Nuggets, Tim Connelly, surveille de très près ses performances dans l'éventualité de l'intégrer dans l'effectif des Nuggets la saison suivante. Lauvergne réalise une excellente saison. Le Partizan participe à l'Euroligue et se qualifie pour le Top 16 mais pas pour les quarts de finale : Lauvergne termine meilleur rebondeur de la compétition avec 8,6 rebonds par rencontre. Il devient le premier capitaine étranger du Partizan et est aussi nommé dans le meilleur cinq de la Ligue adriatique avec son coéquipier Bogdan Bogdanović, Dario Šarić du Cibona Zagreb, Boban Marjanović et DeMarcus Nelson de l'Étoile rouge. Sur la saison régulière, il marque en moyenne 10,8 points et prend 7,3 rebonds.
Le 4 mai 2014, lors du derby contre le KK Železnik, Lauvergne et Ivan Smiljanić (en) du Železnik sont à l'origine d'une bagarre qui a ensuite impliqué plusieurs joueurs. Il remporte le 22 juin son deuxième titre de champion de Serbie, grâce à trois victoires à une lors de la série finale face à l'Étoile rouge de Belgrade.
Le 23 juin 2014, l'agent de Joffrey Lauvergne indique que le joueur a choisi de rallier le championnat russe en rejoignant le Khimki Moscou pour deux saisons. Non satisfait du temps de jeu que lui offre l'entraîneur Rimas Kurtinaitis, avec seulement trois titularisations en treize rencontres d'Eurocoupe, pour des statistiques de 7,9 points, 4,5 rebonds en 18 minutes, il se met d'accord avec son club pour mettre un terme à son contrat.

### Carrière en NBA

#### Nuggets de Denver (2015-2016)
Le 19 février 2015, il signe son premier contrat NBA avec les Nuggets de Denver. Il dispute son premier match le 22 février, face au Thunder d'Oklahoma City, inscrivant 8 points, à 3 sur 6 au tir, et captant 3 rebonds en dix-huit minutes.

#### Thunder d'Oklahoma City (2016-2017)
Le 30 août 2016, il est échangé contre deux seconds tours de draft au Thunder d'Oklahoma City.

#### Bulls de Chicago (2017)
Le 23 février 2017, il est de nouveau échangé. Le Thunder l'envoie à Chicago en compagnie de Cameron Payne et Anthony Morrow. En échange, la franchise d'Oklahoma City reçoit Taj Gibson, Doug McDermott et un second tour de draft.

#### Spurs de San Antonio (2017-2018)
Libéré par les Bulls à l'issue de la saison 2016-2017, Joffrey Lauvergne s'engage avec les Spurs de San Antonio pour la saison 2017-2018. Il y rejoint son compatriote Tony Parker.

### Retour en Europe

#### Fenerbahçe (2018-2020)
Après avoir décliné son option joueur avec les Spurs de San Antonio, il signe avec le club turc du Fenerbahçe.

#### Žalgiris Kaunas (2020-2022)
Au mois de juillet 2020, Lauvergne signe un contrat d'un an avec le Žalgiris Kaunas. En janvier 2021, alors que Lauvergne réussit une bonne saison avec le club lituanien, il prolonge son contrat avec le club jusqu'à la fin de la saison 2022-2023 (la saison 2022-2023 est en option),.

#### ASVEL Lyon-Villeurbanne (2022-2025)
Le 29 juillet 2022, il signe un contrat de trois ans avec l'ASVEL Lyon-Villeurbanne. Il est sous contrat jusqu'en 2025 et jouera l'Euroligue,.
Lauvergne se blesse en octobre 2022 avec une rupture de ligament croisé au genou droit. Son absence est estimée à plusieurs mois.

### En équipe de France
En juin 2013, il est appelé à participer à la préparation de l'équipe de France en vue du championnat d'Europe. Mis en concurrence avec Kim Tillie, Lauvergne gagne finalement sa place dans l'équipe qui participe à la phase finale. La France remporte le championnat.
Le 16 mai, il fait partie de la liste des vingt-quatre joueurs pré-sélectionnés pour la participation à la Coupe du monde 2014 en Espagne. L'équipe remporte la médaille de bronze.
Durant l'été 2015, il participe à l'EuroBasket 2015 organisé en France et termine à la 3e place.
Durant l'été 2016, il participe au Tournoi préolympique et aux Jeux olympiques d'été de 2016.

## Palmarès

### En club
- Vainqueur de la Leaders Cup 2023 avec l'ASVEL Lyon-Villeurbanne
- Champion de Lituanie 2021
- Vainqueur de la coupe de Lituanie 2021 et 2022
- MVP de la coupe de Lituanie 2021 et 2022
- Membre de l'équipe-type du championnat de Lituanie 2021[42].
- Vainqueur de la Coupe de Turquie 2019, 2020
- Champion de Serbie en 2013 et 2014.
- Champion de la Ligue adriatique en 2013.
- Champion de France en 2012.
- Vainqueur de la Coupe de France 2011 et 2012.
- Vainqueur de la Semaine des As 2012.
- Finaliste de l'EuroChallenge 2012[43].
- All-Star Game LNB 2023.

### En sélection nationale
Son palmarès en sélection nationale est :
- Médaille de bronze au championnat d'Europe 2015 en France.
- Médaille de bronze à la coupe du monde 2014 en Espagne.
- Médaille d'or au championnat d'Europe 2013 en Slovénie.

## Statistiques en carrière

### Euroligue
| Saison    | Équipe                  | Matchs | Titul. | Min./m | % Tir | % 3pts | % LF  | Rbds/m. | Pass/m. | Int/m. | Ctr/m. | Pts/m. |
| --------- | ----------------------- | ------ | ------ | ------ | ----- | ------ | ----- | ------- | ------- | ------ | ------ | ------ |
| 2012-2013 | Élan sportif chalonnais | 7      | 5      | 15.4   | 53,1  | 50,00  | 80,00 | 3,6     | 0,9     | 0,1    | 0,1    | 6,6    |
| 2013-2014 | Partizan                | 24     | 24     | 32.3   | 51,5  | 22,9   | 71,4  | 8,6     | 1,0     | 0,6    | 0,3    | 11,1   |
| Carrière  | Carrière                | 31     | 29     | 28.6   | 51,7  | 27,9   | 72,4  | 7,5     | 1,0     | 0,5    | 0,2    | 10,1   |

### NBA

#### Saison régulière
| Saison    | Équipe        | Matchs | Titul. | Min./m | % Tir | % 3pts | % LF | Rbds/m. | Pass/m. | Int/m. | Ctr/m. | Pts/m. |
| --------- | ------------- | ------ | ------ | ------ | ----- | ------ | ---- | ------- | ------- | ------ | ------ | ------ |
| 2014-2015 | Denver        | 24     | 1      | 11,2   | 40,4  | 18,8   | 64,3 | 3,21    | 0,54    | 0,33   | 0,42   | 3,88   |
| 2015-2016 | Denver        | 59     | 15     | 17,6   | 51,3  | 24,5   | 89,9 | 4,92    | 0,95    | 0,22   | 0,25   | 7,88   |
| 2016-2017 | Oklahoma City | 50     | 0      | 14,8   | 45,5  | 34,6   | 63,8 | 3,73    | 1,00    | 0,30   | 0,10   | 5,70   |
| 2016-2017 | Chicago       | 20     | 1      | 12,1   | 40,2  | 30,0   | 60,0 | 3,40    | 1,00    | 0,40   | 0,00   | 4,50   |
| Carrière  | Carrière      | 153    | 17     | 15,0   | 47,1  | 29,3   | 74,1 | 4,00    | 0,90    | 0,30   | 0,27   | 6,10   |

Mise à jour le 13 octobre 2017 - meilleures performances

#### Playoffs
| Saison   | Équipe   | Matchs | Titul. | Min./m | % Tir | % 3pts | % LF  | Rbds/m. | Pass/m. | Int/m. | Ctr/m. | Pts/m. |
| -------- | -------- | ------ | ------ | ------ | ----- | ------ | ----- | ------- | ------- | ------ | ------ | ------ |
| 2017     | Chicago  | 3      | 0      | 8,7    | 36,4  | 0,00   | 100,0 | 3,00    | 1,70    | 0,00   | 0,00   | 4,70   |
| Carrière | Carrière | 3      | 0      | 8,7    | 36,4  | 0,00   | 100,0 | 3,00    | 1,70    | 0,00   | 0,00   | 4,70   |

## Records sur une rencontre en NBA
Les records personnels de Joffrey Lauvergne en NBA sont les suivants, :
| Type de statistique        | Saison régulière | Saison régulière          | Saison régulière | Playoffs | Playoffs          | Playoffs      |
| Type de statistique        | Record           | Adversaire                | Date             | Record   | Adversaire        | Date          |
| -------------------------- | ---------------- | ------------------------- | ---------------- | -------- | ----------------- | ------------- |
| Points                     | 26               | @ Nuggets de Denver       | 13 février 2018  | 8        | Celtics de Boston | 28 avril 2017 |
| Paniers marqués            | 12               | @ Nuggets de Denver       | 13 février 2018  | 3        | Celtics de Boston | 23 avril 2017 |
| Paniers tentés             | 15               | 2 fois                    | 2 fois           | 6        | Celtics de Boston | 23 avril 2017 |
| Paniers à 3 points réussis | 3                | 4 fois                    | 4 fois           | -        | -                 | -             |
| Paniers à 3 points tentés  | 4                | 8 fois                    | 8 fois           | 1        | 2 fois            | 2 fois        |
| Lancers francs réussis     | 4                | 9 fois                    | 9 fois           | 6        | Celtics de Boston | 28 avril 2017 |
| Lancers francs tentés      | 8                | Pistons de Détroit        | 26 novembre 2016 | 6        | Celtics de Boston | 28 avril 2017 |
| Rebonds offensifs          | 6                | @ Jazz de l'Utah          | 18 décembre 2015 | 2        | 2 fois            | 2 fois        |
| Rebonds défensifs          | 9                | 2 fois                    | 2 fois           | 3        | Celtics de Boston | 28 avril 2017 |
| Rebonds totaux             | 13               | @ Jazz de l'Utah          | 18 décembre 2015 | 5        | Celtics de Boston | 28 avril 2017 |
| Passes décisives           | 4                | 3 fois                    | 3 fois           | 2        | 2 fois            | 2 fois        |
| Interceptions              | 2                | 8 fois                    | 8 fois           | -        | -                 | -             |
| Contres                    | 3                | @ Jazz de l'Utah          | 1er avril 2015   | -        | -                 | -             |
| Balles perdues             | 4                | 2 fois                    | 2 fois           | 1        | 2 fois            | 2 fois        |
| Minutes jouées             | 31               | @ Thunder d'Oklahoma City | 27 décembre 2015 | 15       | Celtics de Boston | 28 avril 2017 |

- Double-double : 6
- Triple-double : 0